# トリスタンとイゾルデ (宝塚歌劇)
『トリスタンとイゾルデ』は、宝塚歌劇団のミュージカル。中世ヨーロッパの物語『トリスタンとイゾルデ』を題材とする。

## 雪組　宝塚大劇場公演
形式名は「ミュージカル・ロマンス」。26場。公演期間は1968年6月29日から7月29日まで。新人公演は7月20日。併演は『愛と夢とパーティ』。

### ストーリー
※宝塚歌劇100年史の宝塚大劇場公演を参考にした。
マルク王の甥のトリスタンは勇敢で王の信頼も厚い。それを妬んだもう一人の甥のメトーロの策略で、宿敵のアイルランドの王女・イゾルデを王妃として迎えに行くことになる。森に棲むドラゴンを倒し、姫を連れ帰ることができるが、侍女が「愛の秘薬」を2人に飲ましてしまう。

### スタッフ
- 作・演出[1]：白井鐵造
- 作曲[1]：高井良純、吉崎憲治
- 音楽指揮[1]：野村陽児
- 振付[1]：喜多弘
- 擬斗[1]：二階堂武
- 装置[1]：石浜日出雄
- 衣装[1]：小西松茂
- 照明[1]：今井直次
- 小道具[2]：生島道正
- 効果[2]：村上茂
- 録音[2]：松永浩志
- 演出補[2]：大関弘政
- 演出助手[2]：岡田敬二
- 制作[2]：野田浜之助

### 主な出演者
本公演（配役も含む）
- トリスタン：真帆志ぶき[1]
- イゾルデ：加茂さくら[1]
- マルク王：打吹美砂[1]
- ゴルヴナル：美吉左久子[1]
- フロサン：大路三千緒[1]
- アイルランド王妃：松本悠里[1]
- リダン：岸香織[1]
- メロート：牧美佐緒[1]
- モリオール、カエルダン：亜矢ゆたか[1]
- アイルランド王：楠かおる[1]
- リスナール：竹里早代[1]
- 白い手のイゾルデ：大原ますみ[1]
- 吟遊詩人：汀夏子[1]

新人公演
- 大原ますみ[2]
- 亜矢ゆたか[2]
- 汀夏子[2]
- 玉穂ゆかり[2]
- 若菜ゆき[2]
- 竹里早代[2]

## 雪組 東京宝塚劇場公演
出典
公演期間は1968年9月1日から9月17日まで。併演は『シャンゴ』。
主なスタッフに白井鐡造がいる。

## 雪組 宝塚・東京以外の公演
出典
公演地は名古屋・中日劇場。公演期間は1968年10月4日から10月13日まで。併演は『藍と白と紅』。
主なスタッフに白井鐡造がいる。